# Arnold McCuller
Arnold McCuller est un chanteur afro-américain né à Cleveland, dans l'Ohio (États-Unis).

## Biographie
Arnold McCuller est connu pour son travail en tant que choriste pour des artistes connus tels que James Taylor, Phil Collins.
Sa chanson Nowhere to Run apparait dans le film d'action Les Guerriers de la nuit en 1979.

## Discographie
- 1994 : Exception to the Rule
- 1999 : You Can't Go Back
- 2000 : Exception to the Rule (nouvelle édition comprenant de nouvelles chansons)
- 2002 : Back to Front
- 2002 : Live
- 2003 : Circa 1990